# Еротика
Еротиката (от Ерос – древногръцки бог на любовта) е изкуство за предаване на сексуалната емоция и чувство.
Те се изразяват с художествено произведение – най-често изобразително изкуство и литература, понякога и музика. Еротичните произведения могат да са с искрено, почти божествено чувство на любов, но също така могат да показват полов акт, половите органи, вторичните полови белези и голи тела, изразяващи сладострастни изживявания.
За разлика от порнографията, еротиката не акцентира на детайлите на половите органи и половия акт. Много често присъства елемент на незавършеност, недоизказаност, което оставя останалото на въображението на зрителя, читателя или слушателя. Понякога такива художествени произведения могат да са предмет на цензура.

## Примери
- Ерос – древногръцки бог на любовта и страстта
- Афродита – древногръцка богиня на любовта
- Венера – древноримска богиня на любовта
- Декамерон – литературно еротично произведение на Джовани Бокачо
- Плейбой – американско списание за еротика